# Man bijt hond
Man bijt hond is een Vlaams doordeweeks televisieprogramma, waarvan later ook een Nederlandse versie is gemaakt. Het richt zich vooral op triviale, alledaagse nieuwtjes en gewone, onbekende mensen. De toon van het programma is lichtvoetig. Als er al eens grotere, zwaardere of meer beladen thema's worden behandeld, gebeurt dit steeds vanuit het gezichtspunt van de gewone man en vrouw. Man bijt hond is sinds het ontstaan in 1997 een van de succesrijkste televisieprogramma's in Vlaanderen geworden. De Nederlandse versie ging in 1999 van start. In België waren er tussen de 800.000 en 900.000 kijkers. Beide versies zijn na zestien jaar stopgezet. In Nederland werd het programma opgevolgd door Jan rijdt rond, dat werd gemaakt door dezelfde mensen als Man bijt hond. Jan rijdt rond was na één seizoen weer van de buis.
Van 26 augustus 2019 tot 3 april 2020 was Man bijt hond weer doordeweeks te zien bij de Nederlandse tv-zender SBS6.

## Geschiedenis
De naam is ontleend aan het grapje onder journalisten dat de krantenkop "Hond bijt man" geen nieuwswaarde heeft, maar "Man bijt hond" wel.
Het programma werd ontwikkeld door het Belgische productiehuis Woestijnvis voor de Vlaamse openbare omroep VRT. Langzaam maar zeker bleek het programma een gat in de markt. In de eerste seizoenen werden rubrieken als "De Babbelbox" en vooral "Vaneigens" erg populair. De kijkers stelden een programma dat de alledaagse bezigheden van de gewone Vlaming in de schijnwerpers zette, bijzonder op prijs.
In 1999 werd het format aangekocht door de Nederlandse omroeporganisatie NCRV. In het laatste seizoen (2014/2015) werd het programma uitgezonden door KRO-NCRV.
De toon van de Nederlandse versie was over het algemeen iets ironischer dan die van de Belgische. Het programma werd afgesloten met het onderdeel "Ons kent ons" met sketches die door sommigen als humoristisch en door anderen als koel en naar werden beschouwd. De acteurs Bert Walthaus en Ottolien Boeschoten waren er vanaf het eerste uur en later kwam Elisa Beuger erbij. "Ons kent ons" was gebaseerd op de afsluiting van de eerste seizoenen van de Vlaamse versie: "Vaneigens". (Bert Walthaus merkte op: de vader van het gezin, dat is zo’n heerlijke sukkel met ook weer rare kanten. Hij heeft een wonderlijke seksuele fascinatie die je niet achter hem zoekt. Ik heb vaak moeite om mijn lachen in te houden en dat is een goed teken!)
Aanvankelijk was ook een aantal sketches "geleend" van "Vaneigens".
In 2001 won de Vlaamse versie van het programma een Premio Ondas, een prestigieuze Spaanse televisieprijs. In 2007 werd de Vlaamse versie ook bekroond met de HA! van Humo.
Op 21 oktober 2011 won de Nederlandse Man bijt hond op het Gouden Televizier-Ring Gala de prijs voor het meest beeldbepalende televisieprogramma in 60 jaar Nederlandse televisiegeschiedenis, naar aanleiding waarvan de zendmast in Hilversum naar het programma zou worden vernoemd.
Eind april 2011 liet de VRT weten dat Man bijt hond vanaf medio 2012 uit hun programmering verdwijnt en wordt vervangen door een eigen interne opvolger. Dit programma was Iedereen Beroemd. Deze beslissing kwam nadat De Vijver, de holding boven Woestijnvis, de tv-zenders VT4 en VIJFtv gekocht had. Man bijt hond verhuisde in het najaar van 2012 naar VT4, waar het werd omgevormd tot een weekprogramma.
Op het nieuwe VIER kwam het programma niet meer dagelijks, maar enkel op donderdag. De duurtijd was nu 1 uur. Het programma trok beduidend minder kijkers, wat werd gelinkt met het eerder late uitzenduur. Vandaar dat het uitzenduur werd vervroegd. Ook de populaire afsluiter Vaneigens kwam terug. Deze aanpassingen zorgden evenmin voor het verwachte aantal kijkers. De (voorlopig) laatste aflevering werd uitgezonden op 21 januari 2013.
Eind augustus 2015 werd bekend dat de Nederlandse versie van het programma op 2 oktober van hetzelfde jaar van de buis zou verdwijnen.
Op 26 augustus 2019 keerde het programma terug op SBS6. Het programma was tot en met 3 april 2020 elke doordeweekse dag te zien op SBS6. Vanwege de coronamaatregelen kwam er een wekelijkse versie onder de titel Man bijt hond XL voor in de plaats.
Man Bijt Hond maakt in Vlaanderen vanaf 3 februari 2025 een terugkeer, dit keer op VRT 1.  Het programma zal afwisselend met 'Iedereen Beroemd', het programma wat Man Bij Hond opvolgde op het voormalige Eén, worden uitgezonden. 

## Rubrieken
Door de jaren heen heeft Man bijt hond verschillende rubrieken gehad. Hieronder een onvolledig overzicht.

### Vlaamse versie

#### Rubrieken tot 2013
- Blind Date: Twee bekende Vlamingen gaan in gesprek met elkaar en weten op voorhand niet wie hij of zij zal tegenkomen. Nadat de twee vanachter een muurtje tevoorschijn komen, krijgen ze de kans om vragen te stellen aan elkaar om elkaar beter te leren kennen. Onder anderen Herr Seele, Sam Gooris, Jean-Marie Dedecker, Johan Verstreken, Jan Decorte, Mark Eyskens, Sabine Hagedoren, Herman Brusselmans, Urbanus, Stijn Meuris, Hugo Camps, Bart De Pauw, Wendy Van Wanten, Luc De Vos, Veerle Dobbelaere, Guido Belcanto, Jean-Pierre Van Rossem en Joke van de Velde gingen in gesprek met andere BV's.
- De Ouder van de Week: De tweelingbroers Matthias en Christophe bezochten een bekende Vlaming in zijn woning. Ze bleven de hele dag in zijn gezelschap, ook als hij ergens heen ging. Tussendoor stelden de jongens onbeschaamde en ondeugende vragen.
- Vaneigens (later Vanheir): Veruit het populairste onderdeel van het programma. Deze sketchrubriek sloot van 1997 tot 2000 het programma af en bestond uit humoristische dialogen tussen leden van een familie. In december 2012 kwam de rubriek terug.

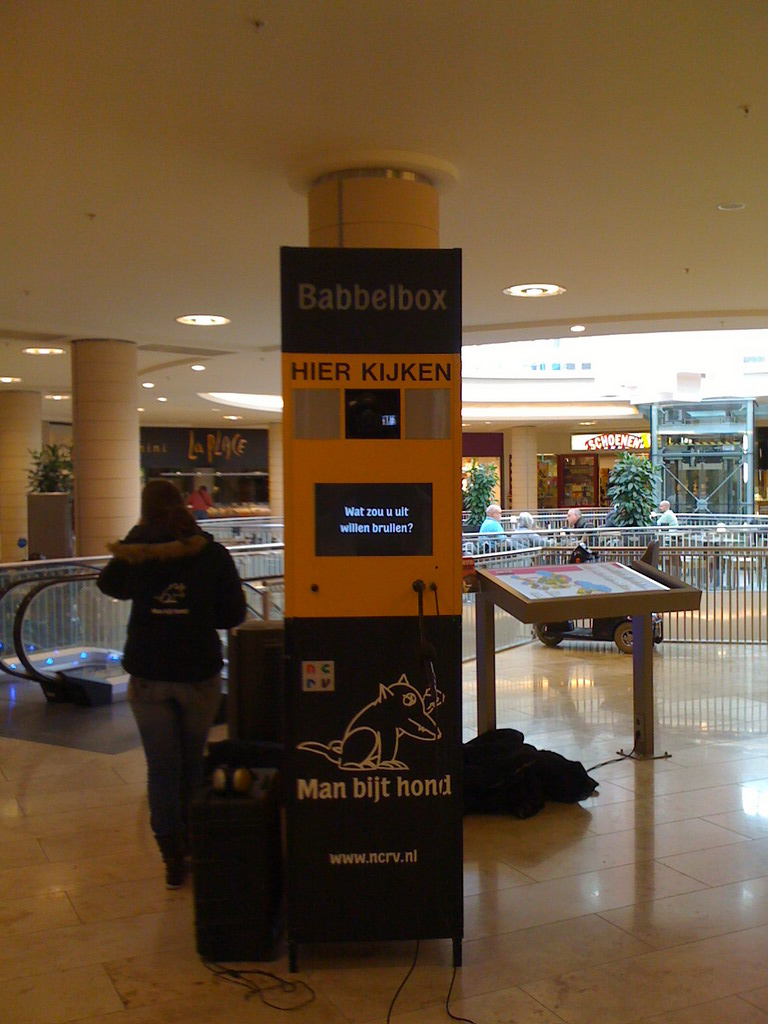
De Babbelbox

- De Babbelbox: Een toestel dat op een drukke plek werd neergezet en waarin iedereen een videoboodschap kon inspreken.
- U was weer geweldig dit weekend: Deze rubriek opende meestal de eerste aflevering op maandagavond. Een verborgen camera had ergens in Vlaanderen mensen gefilmd tijdens een of ander evenement.
- Kris en Yves: Twee verstandelijk gehandicapte mannen (Kris Piekaerts en Yves Vanlinthout) die lichtvoetige reportages maakten. In de eerste twee seizoenen brachten ze hun eigen kijk op de actualiteit. In het derde seizoen bezochten ze bekende Vlamingen voor een etentje. In het vierde seizoen gingen ze een kijkje nemen bij de noorderburen. De charme van dit onderdeel was dat ze vaak amusant naïeve of ondeugende opmerkingen maakten. Door hun optreden in Man bijt hond werden de mannen bekende Vlamingen. Kris hield er zelfs een rol in de speelfilm Buitenspel van Jan Verheyen aan over. In september 2006 kopte Het Laatste Nieuws dat Kris en Yves ontslagen waren, maar dit bleek onjuist; ze hadden zelf besloten hun rubriek te beëindigen.
- Magda?: Een kort onderdeel waarin men de vraag stelde of iets wettelijk toegestaan was, bijvoorbeeld sneeuwballen gooien op straat of op kousenvoeten autorijden. Eerst interviewde men mensen op straat. Pas daarna vroeg men het aan iemand die op de hoogte was van de Belgische wet. Indien iets mocht eindigde men met de kreet "Damag!", indien niet met "Damagnie!".
- 30 Seconden: Een bekende Vlaming kiest zijn favoriete film- of tv-fragment (dat in de praktijk meestal wel iets langer dan 30 seconden duurde).
- Martin Heylen: Een reisrubriek waarin Martin Heylen in een rechte lijn door een gebied trekt om mensen te ontmoeten. Zo trok hij een aantal seizoenen dwars door Vlaanderen (Ophoven-Mariakerke en andere). In het zesde seizoen trok hij van Seattle naar Miami, en het jaar daarna dwars door Siberië (Winter in Siberië). In de herfst van 2006 maakte Heylen het (alleenstaande) programma Terug naar Siberië, waar hij tijdens de zomer via dezelfde route reisde. In het seizoen 2007-2008 trok hij in "Peking-Peking" door China.
- Lied van de Week: Het segment waarmee het programma iedere vrijdagavond afsluit. Een bekende Vlaming zingt ironische commentaar bij beelden die die week in het journaal zaten. De melodie is altijd dezelfde, evenals de eindregels: "Er viel weer heel wat te beleven / op televisioneel gebied / soms een drama / soms ook niet."
- Zonder Handen: Dagelijkse afsluiter met een "free podium" waarin dagelijks onbekende Vlamingen iets mochten opvoeren: sketches, moppen, kunstjes, dansjes, goocheltrucs, een muzikaal optreden enzovoorts. Het stuk duurde slechts een minuut en de kijkers mochten stemmen of ze 's anderendaags de act terug wilden zien. Neveneffecten maakten hun televisiedebuut in deze rubriek.
- De kortste quiz: Een slechts één minuut durende quiz waarin drie onbekende Vlamingen slechts drie vragen kregen. De quizmaster moest zijn vragen zodanig kiezen dat niet iedereen het antwoord zou weten. De kandidaat die het spel won, mocht de volgende dag terugkeren als quizmaster.
- Wordt gevolgd: Elke dag volgt de camera iemand bij zijn alledaagse activiteiten. Wanneer deze persoon iemand anders tegenkomt, volgt de camera die persoon. Op die manier trekken de reporters heel Vlaanderen rond.
- Canvas: Een bekende Vlaming wordt geïnterviewd terwijl zijn portret geschilderd wordt.
- Vlaamse Filmkes: Families tonen oude video-opnames die ze al die jaren op zolder hebben bewaard.
- Vrienden van de Poëzie: Wim Helsen leest als afsluiter een gedicht voor.
- De Grens: Cartoonist Kamagurka trekt over de hele Belgische staatsgrens een kalklijn met een wagentje achter een quad. Onderweg praat hij met de gewone man over het leven op en rond de grens.
- De Lustige Lezers: twee of drie BV's lezen elke dag twee pagina's uit een strip en leveren daar commentaar op.
- Dokters en Dochters: Een korte soap waarin de rollen vertolkt worden door Vlaamse amateurtoneelgezelschappen. De soap gaat over het bestuur van een ziekenhuis en de familie Goedthart. Kenmerkend is dat enig overacteren zeker niet geschuwd wordt in deze formule. Het script en regie zijn in handen van Neveneffecten
- Kabouter Wesley: Korte animatiefilmpjes met in de hoofdrol de asociale kabouter Wesley. Bedacht door Jonas Geirnaert en ingesproken door Geirnaert zelf en Jelle De Beule.
- De vraag van vandaag: Afsluiter waarbij quizmaster Gunter Lamoot een vraag uit een bepaalde quiz opnieuw stelt. Op 30 december 2009 verraste Lamoot de kijker door te verklaren dat hij stopt als presentator van het programma na een klachtbrief te hebben gekregen. Deze illusie werd ook gewekt door de daaropvolgende twee edities te laten presenteren door Pieter Focketeyn. Vanaf 5 januari echter is Lamoot terug als quizmaster.
- Dag in beeld: Een Bekende Vlaming toont zijn dag aan de kijker met foto's en tekst.
- Gek of Geniaal: Jelle De Beule en Jonas Geirnaert experimenteren met onorthodoxe manieren van huishouden, vaak met desastreuze gevolgen.
- Het Dorp: De normale mens krijgt 5 afleveringen (1 werkweek) de tijd om zijn dorp voor te stellen met zijn bijzondere inwoners.
- De koffer: Een koffer op een publieke plaats knoopt gesprekken aan met mensen die toevallig naast de koffer gaan zitten.
- Het gesproken dagblad: Een eigenzinnige blik op de afgelopen week, geschreven door Stijn Meuris en ingesproken door Jelle De Beule.
- Brussel vraagt: Er wordt een alledaagse vraag gesteld aan onbekende Europeanen.

### Nederlandse versie
Een volledig overzicht van de rubrieken van de Nederlandse Man bijt hond is terug te vinden op de website van de Nederlandse Man bijt hond.
- Nederlandse variant op Martin Heylens reisrubriek. Begin- en eindbestemming verschillen per seizoen.
  - 1999-2000: van Koningsoord naar Mariadorp
  - 2000-2001: van Boerenhol naar Moddergat
  - 2001-2002: van Oude Strumpt naar Nieuweschans
  - 2002-2003: van De Cocksdorp naar Kuttingen
  - 2003: van Westpunt naar Oranjepan
  - 2003-2004: van Hongerige Wolf naar Schapenbout
  - 2004-2005: van Tranendal naar Paradijs
  - 2005-2006: van Lutjelollum naar Limmel
  - 2006-2008: er wordt twee seizoenen van deze lijn afgeweken. Een team van Man bijt hond bezoekt mensen in het land (met een virtuele helikopter) in het onderdeel "Van Hot naar Her".
  - 2008-2009: van Nummer Een naar Tiendeveen
  - 2009-2010: van Steenoven naar Gaarkeuken
  - 2010-2011: van Eijsden naar Amsterdam (beter bekend als Langs de A2)
  - 2011-2012: van Wulpenbek naar Kale Kluft
  - 2011-2012: van Pieterburen naar Sint-Pietersberg (beter bekend als Het Pieterpad)
  - 2012-2013: van Kwakkel tot Tjallewal
  - 2013-2014: van De Laatste Stuiver naar Schuddebeurs
  - 2014-2015: van Grauwe Kat naar Muizenhol
  - 2019-2020: van Babyloniënbroek naar Poepershoek
  - 2020-heden: van Nattenhoven naar Drogeham
- Ons kent Ons: de Nederlandse variant op Vaneigens. Met o.a. de twee dames in de supermarkt (Superbuur), de advocaat en zijn twee assistentes, de goochelaar, het echtpaar bij het loket van de gemeente en het Amsterdamse echtpaar en dochter.
- De Veerkampjes: een realitysoap rond een Amsterdamse familie, bestaande uit het echtpaar Hanny en Ton Veerkamp en Hanny's moeder Nel.
- IJzeren Heinen: een realitysoap rond twee broers uit Leeuwarden.
- MBH Journaal
- Hond aan tafel: er wordt rond etenstijd bij willekeurige mensen aangebeld om mee te eten en de dag door te nemen.
- De Lellebel: een café in het hart van Amsterdam, dat in 1997 zijn deuren opende voor travestieten, transgenders en transseksuelen. Hiermee is Lellebel het enige café in zijn soort.
- Bernard Terlingen: een verwoed verzamelaar van oude radiotoestellen in Amsterdam.
- Bartje: een Drentse boerenjongen.
- De Babbelbox: een toestel dat op een drukke plek wordt neergezet en waarin iedereen een videoboodschap kan inspreken. Af en toe verandert het in de SMS-box. Hierin kan iedereen zijn laatst ontvangen sms voorlezen.
- Met Piet op Pad: Piet Arturo neemt kleine en grote kijkers mee op verschillende locaties door heel Nederland en geeft een kijkje achter de schermen, bijvoorbeeld in de Nederlandsche Bank of een pepernotenfabriek.
- Het huishouden van Lammert Grofsmid: Hierin wordt de 51-jarige Lammert Grofsmid gevolgd in zijn dagelijks leven, als alleenstaande man wonende in het Drentse dorp Nieuw-Buinen. In september en oktober 2008 worden er 15 afleveringen uitgezonden, in maart 2009 wordt hij nogmaals gevolgd omdat hij een liedje heeft uitgebracht met de titel Schei wi dei.
- Frans Zwaagstra leeft in Zwaagwesteinde en moet niet veel van de moderne tijd hebben. Zijn voedsel bestaat onder andere uit voederbieten.
- Schuurisme: in dit onderdeel komt ter sprake dat veel mannen in hun schuur verblijven om creatief bezig te zijn of andere bezigheden. Hierbij worden echtparen afzonderlijk geïnterviewd.
- Het drukke leven van Maarten Westhof.

De Nederlandse versie van het programma stopte na 16 seizoenen, in oktober 2015, bij de KRO-NCRV. Fans en oud-makers sloegen de handen in één en hebben via een crowdfundactie een doorstart kunnen bewerkstelligen. Vanaf 1 juli 2016 bestaat Man bijt hond in Nederland als online magazine. Op 29 juli 2019 werd echter bekendgemaakt dat het programma in september 2019 ging terugkeren bij SBS6. Vanwege de coronamaatregelen in 2020 werd het te lastig om verder te gaan met het doordeweekse programma. Op 3 april 2020 was de voorlopig laatste reguliere uitzending. Sinds 11 mei 2020 wordt het programma wekelijks uitgezonden in een XL-versie. Op 5 februari 2023 werd het eenmalig uitgezonden als alternatief voor Shownieuws, dat die avond door een technische storing niet uitgezonden kon worden.

## Trivia
- In de jaren 90 verscheen er op de voorpagina van de Nederlandse krant De Telegraaf daadwerkelijk een klein persbericht met de titel "Man bijt hond".
- Er bestaat sinds de jaren 80 een sketch van Bert en Ernie waarin Ernie een krantenbericht voorleest met de titel "Man bijt hond". De tekst daarvan luidt: Man bijt hond. Hij beet een cockerspaniël op de hoek van Koninginnelaan. De man zei: "Ik heb die hond voor de grap gebeten". De hond was niet voor commentaar beschikbaar. De eigenaar van de hond wil de man vinden om te zien of hij wel is ingeënt. Gevreesd werd dat de hond mensdol zou worden.
- De kenmerkende voice-over van de Nederlandse versie is van Michael Abspoel. Van 2009 tot 2015 viel Maxim Hartman weleens voor Abspoel in. Sinds het programma is te zien bij SBS6 valt Johan Derksen wel eens in als voice-over.
- De voice-over van de Vlaamse versie is van Geert Segers, vader van komiek Iwein Segers.
- Door zijn populariteit is het programma een geliefd doelwit voor humor geworden. In de gloria liet zich voor veel sketches door Man bijt hond inspireren, zoals bijvoorbeeld "Hallo Televisie". In Alles kan beter werd ooit de Man bijt hond-tweeling geïmiteerd. De Babbelbox inspireerde de "Roddelbox" in Willy's en Marjetten en in Zonde van de Zendtijd werden de huisbezoeken van Man bijt hond geparodieerd. In Het Geslacht De Pauw deed broer Benny in een van de afleveringen mee aan de rubriek "Zonder Handen".
- Op 27 december 2008 werd het tienjarige jubileum van de Nederlandse Man bijt hond gevierd met een marathonuitzending.
- Op 8 mei 2009 werd het tiende jubileumseizoen ('van Nummer Een naar Tiendeveen') met de Man-bijt-hondbus afgesloten in Tiendeveen in Drenthe.
- Op 18 november 2013 was er een extra lange uitzending van het programma naar aanleiding van de natuurramp die zich voltrok op 8 november 2013 op de Filipijnen.